# Dominique Pire
Dominique Pire (Georges Charles Clement Ghislain Pire; 10. února 1910 Dinant – 30. ledna 1969 Lovaň) byl belgický dominikán, který pomáhal uprchlíkům v poválečné Evropě. Za tyto snahy získal roku 1958 Nobelovu cenu za mír. V osmnácti letech se připojil k Řádu bratří kazatelů a v roce 1932 přijal jméno Dominique po zakladateli tohoto řádu. V roce 1936 získal doktorát z teologie na Papežské univerzitě sv. Tomáše Akvinského.